# Yasuda Kan
Kan Yasuda (Bibai, 1945) è uno scultore giapponese.

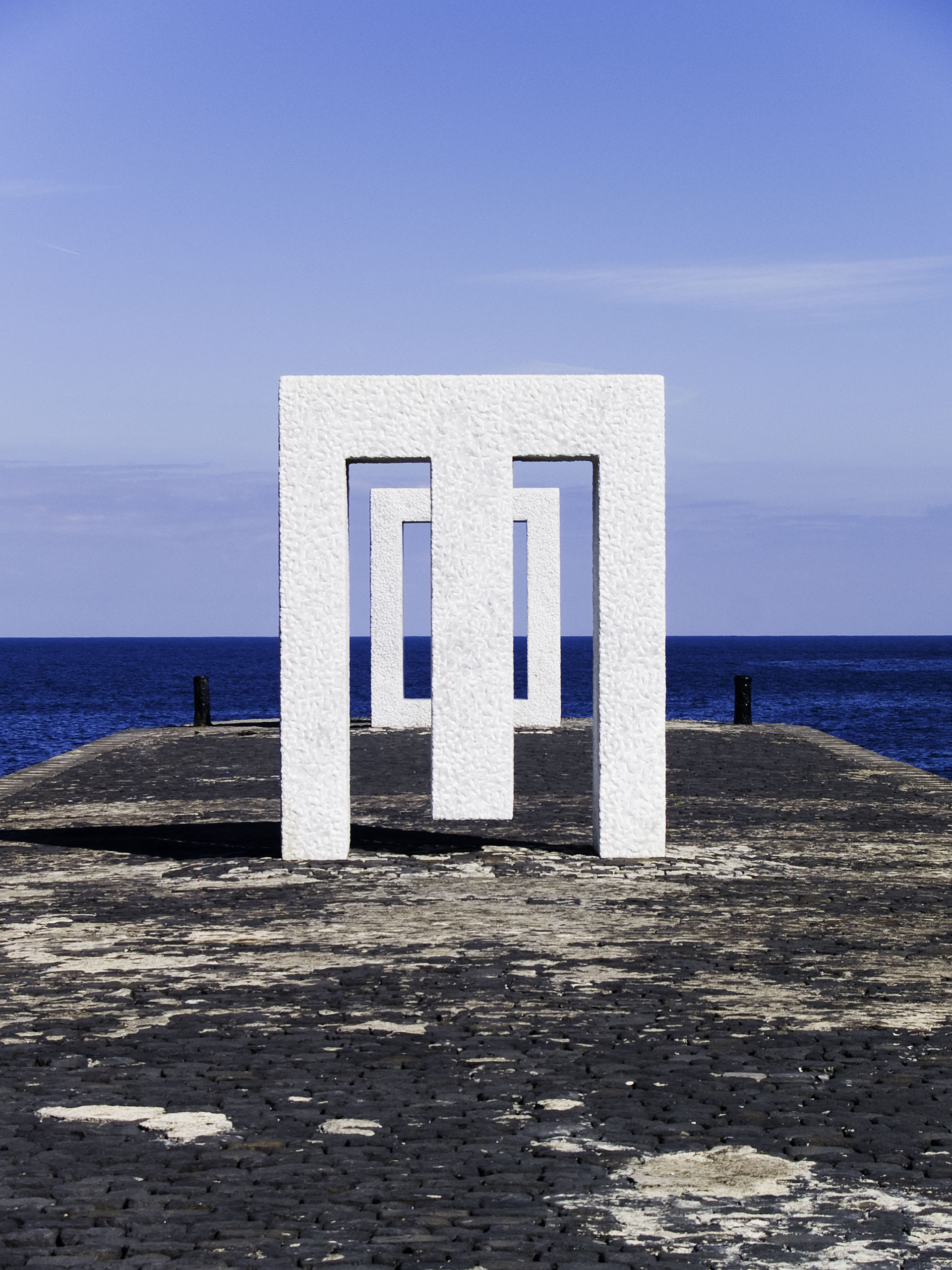
Porta
Garachico, Isole Canarie

Kan Yasuda 安田 侃 nasce a Bibai nell'isola di Hokkaido nel 1945.
Nel 1969 si diploma all'Accademia postuniversitaria Geijutsu Daigaku di Tokyo nella sezione scultura. Ottiene una Borsa di Studio dal governo italiano e si trasferisce a Roma dove frequenta l'Accademia di Belle Arti, allievo di Pericle Fazzini.
Espone per la prima volta nel 1966 alla mostra "Kokuga" al Museo di Tokyo e "Zendoten" al Marui Art Salon di Sapporo dove vince il premio Zendoten.
Nel 1969 allestisce la sua prima mostra personale a Sapporo presso la Galleria Daimaru e nello stesso anno riceve il Premio Kokuga del Museo di Tokyo.
In seguito apre il suo laboratorio a Pietrasanta dove produce le sue opere scultoree in marmo e bronzo.

## Principali mostre personali
- 1973 Galleria 88, Roma, Italia
- 1975 Time's Gallery, Roma, Italia
- 1976 Daido Gallery, Sapporo, Giappone
- 1978 Marui Imai Gallery, Sapporo, Giappone
- 1984 Galleria Retina, Sapporo, Giappone
- 1985 Gallery Ueda Warehouse, Tokyo, Giappone
- 1987 Tokeidai Gallery, Sapporo, Giappone
- 1991 Percorso della Scultura, Milano
- 1994-1995 Marmo e Bronzo, Yorkshire Sculpture Park, Inghilterra
- 1995 Mostra all'aria aperta, Pietrasanta
- 2000 Firenze, sculture in città, Firenze
- 2001-2002 Sculture al Teien, Tokyo Metropolitan Teien Museum, Tokyo
- 2003 Sculture di Kan Yasuda:Unito al cielo, legato alla Terra, Hokkaido Museum of Modern Art, Hokkaido
- 2005 Amare la vita è costruire la pace, Assisi
- 2007-2008 Toccare il Tempo, Mercati di Traiano, Roma
- 2011 Toccare il Tempo, Parco del Valentino, Torino
- 2016 Toccare il Tempo, Pisa

## Premi e riconoscimenti internazionali
- 1992 Il 43 Premio d'Arte Conferito dal Ministero dell'Educazione e Cultura Dedicato ai Nuovi Artisti, Giappone
- 1994 Premio Internazionale per Scultura, Pietrasanta
- 1995 Premio Pietrasanta nel Mondo, Pietrasanta
- 2001 Premio Speciale di Puccini, Fondazione Festival Pucciniano
- 2002 Il 15 Premio Togo Murano di Architettura per il progetto Arte Piazza Bibai, Giappone
- 2002 Il 9 Premio Yasushi Inoue di Culture, Giappone
- 2002 Premio di Poesia Alpi Apuane
- 2003 Premio Speciale della Regione Toscana
- 2006 Commendatore dell'Ordine della Stella della Solidarietà Italiana
- 2009 Japan Awards, Fondazione Italia Giappone
- 2010 Premio Commissario Culturale del Giappone
- 2010 Premio della Cultura, Hokkaido Shinbun, Giappone
- 2010 Premio Giacomo Puccini, Fondazione Festival Pucciniano

## Pubblicazioni e cataloghi
- KAN YASUDA Sculpture (testi in inglese/giapponese), Leonardo-De Luca Editori, 1991. Distribuzione Nihon Keizai Shimbun (Nikkei), 1995. ISBN 4532680018 / ISBN 978-4532680015
- The sculpture of KAN YASUDA (testi in inglese/italiano/giapponese). Stamperia Artistica Nazionale, 1998. ISBN non esistente
- KAN: Firenze Sculture In Città 2000 (testi in italiano/inglese). Firenze, Polistampa, 2000. ISBN 8883042166 / ISBN 978-8883042164
- 安田侃の芸術広場 アルテピアッツァ美唄 (in giapponese) 120頁,北海道新聞社出版, 2002. ISBN 4894532093 / ISBN 978-4894532090
- Kan Yasuda : Materia Etera. Titolo e fotografie di Romano Cagnoni La Versiliana, Pietrasanta 2003
- 聖なるルネサンス 安田侃 (in giapponese).  共同文化社, 2003 ISBN 4877390820 / ISBN 978-4877390822
- また来ます。. (in giapponese), 求龍堂、2005. ISBN 4763005200 / ISBN 978-4763005205
- 安田侃、魂の彫刻家 (in giapponese).  、集英社, 2005. ISBN 4087747263 / ISBN 978-4087747263
- Kan Yasuda: Toccare il Tempo (testi in italiano/inglese). Milano, Skira editore, 2007.  ISBN 8861304494 / ISBN 9788861304499. Catalogo della mostra di Roma 2007-2008
- G. Rossetti "Kan Yasuda: trasfigurazioni dello spazio" in F. Mazzei, P. Carioti (a cura di) Oriente, Occidente e dintorni...scritti in onore di Adolfo Tamburello. Napoli, Il Torcoliere - Officine Grafico -Editoriali d'Ateneo Università degli Studi di Napoli  "L'Orientale", 2010  ISBN 9788895044668